# Marefield
Marefield – osada w Anglii, w hrabstwie Leicestershire, w dystrykcie Harborough. Leży 17 km na wschód od miasta Leicester i 139 km na północ od Londynu.